# إدوارد دبليو. بيري
إدوارد دبليو. بيري (بالإنجليزية: Edward Wilber Berry)‏ هو عالم نباتات لاوعائية ‏ وعالم نبات أمريكي، ولد في 10 فبراير 1875 في نيوآرك في الولايات المتحدة، وتوفي في 20 سبتمبر 1945.